# Abelox
Abelox (llatí: Abelox o Abilyx; grec antic: Ἀβιλυξ) va ser un noble d'Hispània amic de Cartago que després es va passar al bàndol romà i va lliurar als generals romans, els germans Gneu i Publi Escipió, els ostatges, fills i familiars de diferents caps de tribus hispàniques, que Hanníbal havia portat a Sagunt i estaven en poder dels cartaginesos després d'enganyar Bostar, el comandant cartaginès.